# Рудничное городское поселение
Рудничное городское поселение — упразднённое муниципальное образование (городское поселение) в составе Верхнекамского района Кировской области России. Административный центр — пгт Рудничный.

## История
Рудничное городское поселение образовано 1 января 2006 года согласно Закону Кировской области от 07.12.2004 № 284-ЗО.
К 2021 году упразднено в связи с преобразованием муниципального района в муниципальный округ.

## Население
| 2009  | 2010  | 2011  | 2012  | 2013  | 2014  | 2015  |
| ----- | ----- | ----- | ----- | ----- | ----- | ----- |
| 5108  | ↗5259 | ↘5074 | ↗5090 | ↘4952 | ↘4792 | ↘4700 |
| 2016  | 2017  | 2018  | 2019  | 2020  | 2021  |       |
| ↘4583 | ↘4497 | ↘4357 | ↘4257 | ↘4167 | ↘2875 |       |

## Состав
В состав городского поселения входят 12 населённых пунктов (население, 2010):
| - посёлок городского типа Рудничный — 5084 чел.; - деревня Бардинская — 1 чел.; - деревня Баталово — 7 чел.; - деревня Возжаевская — 2 чел.; - село Волосница — 0 чел.; - деревня Истоминская — 9 чел.; | - деревня Кармановская — 17 чел.; - деревня Кашина Гора — 2 чел.; - деревня Русановская — 0 чел.; - посёлок Совхоз № 3 — 1 чел.; - деревня Старковская — 0 чел.; - посёлок Старцево — 136 чел. |